# Louis Baert
Louis Andre Baert (Gent, 29 december 1903 – Gent, 11 juli 1969) was een internationale voetbalscheidsrechter uit België, vooral actief in de jaren dertig.

## Carrière
Baert kreeg voor het eerst internationale bekendheid tijdens het WK van 1934 in Italië. Hij werd geselecteerd als scheidsrechter voor de kwartfinalewedstrijd tussen Italië (het gastland) en Spanje. Baert keurde aanvankelijk een gelijkmaker van Italië af, maar wijzigde zijn besluit na protesten van de Italiaanse ploeg. In een Sports Illustrated- artikel uit 2010 suggereerde Georgina Turner dat de invloed van Mussolini de scheidsrechters op het WK mogelijk heeft beïnvloed.
Hij werd geselecteerd om samen met Ivan Eklind de leiding te nemen in zowel de halve finale als de finale, en had een lange internationale carrière als scheidsrechter. Baert was ook de scheidsrechter voor de wedstrijd tijdens het WK 1938 waarin Italië, spelend in hun beruchte maglia nera strip, Frankrijk versloeg in Parijs. In totaal nam hij deel aan zes WK-wedstrijden.
Hij floot voor het eerst international op 9 mei 1929 en eindigde op 29 juni 1952. Na zijn pensionering van het actieve voetbal werd hij tot aan zijn dood in 1969 lid van het Uitvoerend Comité van de Belgische voetbalbond.